# 耶齊德·曼蘇里
耶齊德·曼蘇里（阿拉伯语：يزيد منصوري，拉丁化：Yazīd Manṣūrī，1978年2月25日—）是一名法国出生的阿尔及利亚足球运动员，目前效力卡塔尔足球联赛的阿尔西利亚。

## 俱乐部生涯
曼苏里在加入一支法国第六级别足球联赛的参赛队伍蒂兰克SC开始了他顶足球生涯。在17岁时，他离开了原来的所属球队并与参加法国足球甲级联赛的勒阿弗尔签约。在那里的头两个赛季，他是一名预备队球员。他首次亮相是在1997至1998球季中对马赛的一役，他在下半场被换出。他慢慢地树立自己在俱乐部的地位。他在效力勒阿弗尔的6个球季期间，总共在法甲和法乙的比赛中出场134次，射入2球。
在2003年–2004年球季，曼苏里被外借至英冠的考文垂。 曼苏里在外借前的头半个球季共亮相了14次。与俱乐部的意愿相违，他代表阿尔及利亚国家足球队参加了在突尼西亚举行的2004年非洲国家杯足球赛。因此他被提前终止合约，在余下的球季时间他一直保持着无俱乐部的身份。
在2004年夏季，曼蘇里与法乙球队沙托鲁签约，而他在那里能够轻易发挥自己在球场中央的影响力。打从球季开始他就在全部63场比赛中亮相，射入2球。在05-06球季，他更是该队的队长。
在2006年，曼蘇里和法甲球队洛里昂签定了一份合约，为期两年。
在2010年6月23日，曼蘇里和卡塔尔足球联赛球队阿尔西利亚签定了一份合约，同样为期两年。

## 国际赛生涯
曼苏里首次获得国家队垂青是在1999年，当时他正在参加对苏黎世和特鲁瓦的友谊赛。他首次正式获得国家对征召是在2001年11月6日在巴黎对法国的一场友谊赛。其后，他也代表阿尔及利亚2002年非洲国家杯足球赛和2004年非洲国家杯足球赛。
曼苏里也代表阿尔及利亚参加2010年世界杯足球赛，并出任队长。但在对斯洛文尼亚的首场分组赛中，由于不在最佳状态，他失去了队长的职位和上阵机会。他最终没有在世界杯的任何一场比赛中代表国家队上阵。
2010年世界杯足球赛后的一段短时间，他宣布将会从国家队退役。